# Экономика Швейцарии
Экономика Швейцарии является одной из наиболее стабильных в мире. В мировом сравнении, средний уровень дохода населения является значительно выше среднего. Проводимая политика долгосрочного монетарного обеспечения и банковской тайны сделало Швейцарию местом, где инвесторы наиболее уверены в безопасности своих средств, в результате чего экономика страны становится все более зависима от постоянных притоков зарубежных инвестиций. Из-за небольшой территории страны и высокой специализации труда, ключевыми экономическими ресурсами для Швейцарии являются промышленность и торговля. Швейцария является мировым лидером по очистке золота, перерабатывая две трети от его мировой добычи.

## ВВП
ВВП Швейцарии в 2021 году составил 743,3 млрд шв. франков, его распределение по кантонам: Цюрих — 152,5 млрд, Берн — 84,9 млрд, Во — 62,9 млрд, Женева — 56,3 млрд, Аргау — 45,0 млрд, Санкт-Галлен — 42,0 млрд, Базель-Штадт — 40,1 млрд, Тичино — 33,2 млрд, Люцерн — 30,1 млрд, Цуг — 22,6 млрд, Базель-Ланд — 21,6 млрд, Фрибур — 20,3 млрд, Вале — 20,1 млрд, Золотурн — 19,4 млрд, Тургау — 19,3 млрд, Невшатель — 17,6 млрд, Граубюнден — 15,5 млрд, Швиц — 10,8 млрд, Шаффхаузен — 8,3 млрд, Юра — 5,3 млрд, Аппенцелль-Аусерроден — 3,6 млрд, Нидвальден — 3,2 млрд, Гларус — 3,0 млрд, Обвальден — 2,7 млрд, Ури — 2,1 млрд, Аппенцелль-Иннерроден— 1,2 млрд

## Сельское хозяйство и пищевая промышленность
Швейцарское сельское хозяйство — одно из самых финансированных в мире, несмотря на то, что в сельском хозяйстве занято менее четырёх процентов населения страны. По данным Организации экономического сотрудничества и развития (ОЭСР), Швейцария субсидирует более чем 70 % своего сельского хозяйства по сравнению с 35 % в ЕС. В соответствии с сельскохозяйственной программой, принятой парламентом страны в 2007 году, размер субсидий сельскому хозяйству увеличивается на 63 млн до 14,092 млрд швейцарских франков. Кроме этого, сельское хозяйство Швейцарии защищено системой протекционистских барьеров.
Сельскохозяйственные угодья занимают около трети территории Швейцарии. Из-за сложного рельефа и различных типов почв сельскохозяйственное производство в Швейцарии регионально очень отличается. Так, например, в альпийских предгорьях, в Альпах и в Юре превалируют животноводство и молочное хозяйство; в центральной Швейцарии выращиваются преимущественно зерновые, картофель, свёкла и морковь; в восточной части Швейцарии и кантоне Вале — фрукты. В некоторых регионах практикуется виноградарство. На экспорт производятся в основном твёрдые сорта сыра, такие как Эмменталь, Грюйер, Сбринц.
Швейцария входит в пятёрку крупнейших реэкспортёров кофе, в 2020 году стоимость экспортированного кофе составила 2,5 млрд шв. франков, что было в 3,8 раз больше экспорта шоколада и в 4 раза больше экспорта сыра. В Европе Швейцария занимает третье место после Германии и Италии. Основная часть импорта приходится на необжаренные зёрна из Бразилии, Колумбии и Вьетнама (в среднем по 4 шв. франков за кг), а экспорта — на обжаренные зёрна (30 шв. франков за кг); экспорт в основном идёт в страны Евросоюза и США.
В Швейцарии базируется крупнейший в мире производитель продуктов питания Nestlé, а также одна из крупнейших в мире компаний по оптовой торговле минеральным сырьём и сельскохозяйственной продукцией Glencore.

## Энергетика
По состоянию на 2020 год установленная мощность электростанций Швейцарии составляла 22,9 млн кВт (41-е место в мире), из них гидроэлектростанции — 56,3 %, АЭС — 34,2 % (4 реактора), солнечные электростанции — 3,8 %, ветряные электростанции — 0,2 %, ТЭС на ископаемом топливе — 0,8 %, ТЭС на биомассе — 4,7 %.
Потребление электроэнергии в Швейцарии в 2020 году составило 56,4 млрд кВт·ч, экспорт — 32,5 млрд кВт·ч, импорт — 27,0 млрд кВт·ч, потери при передаче — 4,2 млрд кВт·ч; Швейцария занимает 5-е место в мире как по экспорту, так и по импорту электроэнергии.
Потребление нефтепродуктов в 2019 году оценивалось в 220 тыс. баррелей в сутки; своя нефтедобыча почти отсутствует (300 баррелей в сутки), потребность удовлетворяется импортом нефти (60 тыс. баррелей) и нефтепродуктов (160 тыс. баррелей). Потребление природного газа составляет 3,6 млрд м³ в год (весь импортируется). Потребление угля в 2020 году составляло 150 тыс. т (весь импортировался).

## Телекоммуникации
По развитию телекоммуникаций Швейцария занимает одно из ведущих мест в Европе, в 2021 году в стране было 11,1 млн абонентов мобильной связи (127 на 100 жителей), большая часть территории обслуживается передатчиками 5G. Старейшим и крупнейшим оператором связи является государственное предприятие Swisscom, ему конкуренцию составляют Sunrise LLC (швейцарский филиал международной группы Liberty Global), Salt Mobile SA, а также небольшие операторы связи.
Дешёвая электроэнергия, политическая стабильность и низкое налогообложение сделали Швейцарию важным международным телекоммуникационным центром. В Женеве базируется Международный союз электросвязи. По состоянию на 2017 год в Швейцарии работало 58 крупных дата-центров, а также большое количество корпоративных дата-центров, кроме этого, здесь расположились региональные центры ряда компаний в сфере информационных технологий (Google и другие).
Национальной телерадиокомпанией является SRG SSR, кроме этого в стране работает большое количество частных теле- и радиостанций.

## Транспорт
В Швейцарии зарегистрировано 6 авиакомпаний, национальный авиаперевозчик Swiss International Air Lines является дочерней компанией немецкой Lufthansa, другие авиакомпании страны — EasyJet Switzerland, Helvetic Airways, Edelweiss Air, Chair Airlines. В стране действует 63 аэропорта, из них 40 с асфальтированными взлётно-посадочными полосами; крупнейшие аэропорты находятся в Цюрихе и Женеве.
Протяжённость железных дорог составляет 5296 км (36-е место в мире), Швейцария является единственной страной в мире, железные дороги которой полностью электрифицированы; железнодорожный оператор — Швейцарские федеральные железные дороги. Протяжённость автодорог — 71,6 тыс. км, из них 1458 км — скоростные шоссе. Трубопроводный транспорт представлен газопроводами общей длиной 1800 км.
Основным речным портом является Базель, для перевозки грузов используется 65-километровый участок Рейна. Для пассажирских перевозок пригодны более 1200 км рек и озёр Швейцарии. Под швейцарским флагом ходят 20 морских судов. В Женеве находится штаб-квартира одной из крупнейших в мире компаний по морским контейнерным перевозкам — Mediterranean Shipping Company

## Промышленность
К 1981 году Швейцария стала одной из самых промышленно развитых стран мира.
Основными отраслями промышленности являются машиностроение, текстильная промышленность, химическая и пищевая, хайтек и фармацевтика.

### Машиностроение
В машиностроении, производстве электрооборудования и металлургии занято 330 000 человек. На долю этой отрасли, которую сокращённо обозначают «Промышленность МЭМ», приходится 18 % валового внутреннего продукта. Кроме того, этот сектор занимает в Швейцарии второе место по объёму экспортных поставок среди различных отраслей промышленности. Так, в 2012 году доходы этой отрасли от экспорта продукции составили 64,6 миллиарда франков, то есть 32,2 % от всего объёма экспортных поставок. На предприятиях отрасли МЭМ за границей работают в общей сложности более 500 000 граждан.
Эта индустрия возникла в XIX веке как часть текстильной промышленности. В то время швейцарские текстильные предприятия стремились механизировать своё производство. Однако, не имея возможности закупать оборудование у своих конкурентов в Англии, они столкнулись с необходимостью создавать своё собственное производственное оборудование.
Сегодня швейцарские предприятия являются одними из самых конкурентоспособных в мире. В первую очередь, это относится к предприятиям, которые производят станки, а также оборудование, применяемое в текстильной промышленности и полиграфии.
В данном секторе преобладают предприятия малого и среднего бизнеса; в общей сложности насчитывается более 2500 компаний. Наиболее крупные игроки в этом секторе экономики — это компании ABB, Alstom, Bobst, Liebherr, Georg Fischer, Rieter и Schindler.
В абсолютных цифрах Швейцария является десятым по величине экспортером производственных машин в мире.

### Текстильная промышленность
Текстильная индустрия, самая старая в стране, многие годы была важнейшей отраслью промышленности. Однако во время Второй мировой войны произошёл сдвиг в пользу металлургии и химической промышленности, а на протяжении 1980-х годов быстро развивалось производство машин и оборудования.
- Rieter — ведущий мировой поставщик текстильного оборудования

### Химическая и фармацевтическая промышленность
Центром химической и фармацевтической промышленности является город Базель.
Крупные химические компании:
- Syngenta
- Givaudan
- Sika
- Ciba Specialty Chemicals
- Clariant

Фармацевтика
Крупные фармацевтические компании:
- Novartis
- Roche

### Часовая промышленность
Часовая промышленность занимает третье место по экспорту среди других отраслей, на предприятиях трудится около 40 000 человек, доля в ВВП составляет 1,5 %.
На мировом рынке Швейцария занимает первое место среди экспортирующих стран в стоимостном выражении. На 95 % экспорт часов из Швейцарии составляют наручные часы.
Предприятия с численностью более 1000 человек:
- Richemont
- Swatch Group
- Rolex
- Patek Philippe

## Денежно-финансовая система
Швейцария по праву гордится своей финансовой системой, а швейцарские банки считаются самыми надёжными в мире. Швейцарскую финансовую систему составляют банки, страховые компании, а также юристы, работающие в качестве финансовых посредников. Доля общего экономического производства (валового внутреннего продукта ВВП) банков и страховых компаний в Швейцарии составляет 10,5 %. Для сравнения, эта доля составляет 3,6 % в Германии и 6,8 % в Великобритании..
Выгодные процентные ставки, долгая история социальной, политической и экономической стабильности, отмена ограничений на торговлю и движение капитала, а также традиционное понимание свободы действий в финансовых вопросах — все это создало благоприятные условия для развития банковского сектора в стране. UBS AG — самый крупный банк в Швейцарии и один из крупнейших в мире.

### Государственные финансы
В Швейцарии есть три уровня налогообложения — федеральный (30 % сборов), кантональный (40 %) и муниципальный (30 %). К федеральным относятся прямой федеральный налог и НДС, который составляет 7,7 % (2,5 % на товары повседневного спроса).

### Валюта
Официальной валютой Швейцарии является швейцарский франк (CHF). Банкноты выпускаются Швейцарским национальным банком, а монеты чеканятся Швейцарским монетным двором. Швейцарский франк используется в качестве национальной валюты также Лихтенштейном.
В международных накоплениях швейцарский франк используется в качестве резервной валюты, хотя его доля в общих накоплениях обычно не превышает 0,3 %.

### Банковская система
Крупнейшие банки Швейцарии:
- UBS AG
- Credit Suisse
- Raiffeisen Schweiz
- Zürcher Kantonalbank
- HSBC Private Bank
- BNP Paribas
- Julius Bär

### Страхование
Крупнейшие страховые компании Швейцарии:
- Zurich Insurance Group
- Swiss Re
- Swiss Life
- Winterthur[англ.]
- Bâloise
- Helvetia
- Helsana
- ACE

## Внешняя торговля

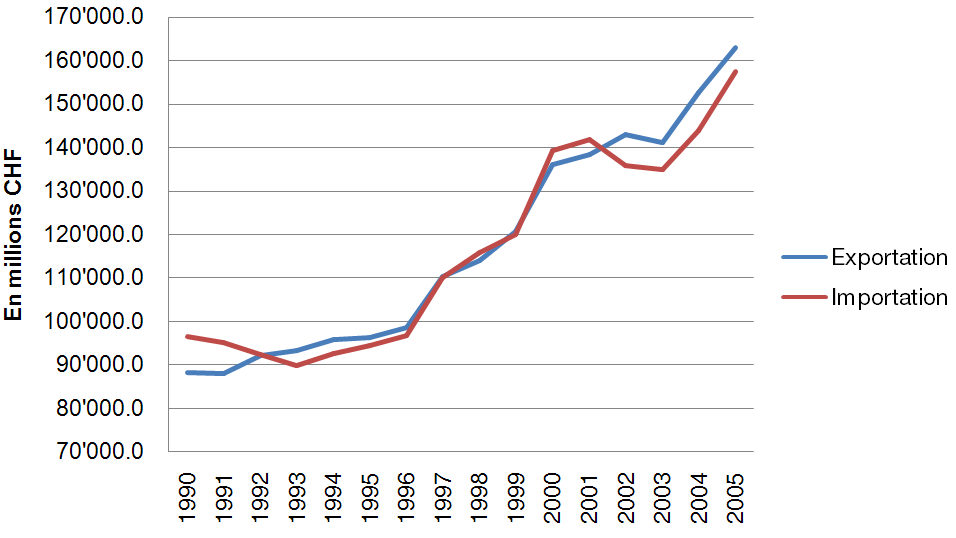
Экспорт и импорт Швейцарии

#### Экспорт
Объём экспорта в 2016 году составил CHF298,5 млрд (CHF210 млрд исключая драгметаллы), в том числе:
- продукция химической и фармацевтической промышленности (94,345 млрд, из них 80 млрд — лекарственные препараты);
- драгоценные металлы (золото и серебро) (85,853 млрд)[23];
- машины, оборудование и электроника (31,059 млрд);
- часы (19,405 млрд, из них 14,7 млрд — механические часы);
- прецизионные инструменты (14,993 млрд, из них 10 млрд — медицинские инструменты и оборудование);
- металлы (12,116 млрд);
- ювелирные изделия (10,884 млрд);
- продукция сельского хозяйства, лесничества и рыболовли (9,296 млрд), в том числе:
  - кофе 2,16 млрд
  - напитки 2 млрд
  - шоколад 785 млн
  - сыр 578 млн
  - табачные изделия 561 млн;
- транспортные средства (5,085 млрд), в том числе:
  - воздушные и космические суда 1,916 млрд
  - запчасти к автомобилям 1,317 млрд
  - железнодорожный транспорт 862 млн;
- одежда и обувь (3,466 млрд);
- пластмассы (3,268 млрд);
- энергоносители (2,036 млрд);
- предметы искусства и антиквариат (1,979 млрд);
- бумага и печатная продукция (1,772 млрд)[24].

#### Импорт
Объём импорта в 2016 году составил CHF173,2 млрд (исключая драгметаллы), в том числе:
- продукция химической и фармацевтической промышленности (43,621 млрд, из них 32,4 млрд — лекарственные средства);
- машины и электроника (28,645 млрд);
- транспортные средства (19,057 млрд), в том числе:
  - автомобили 10 млрд
  - авиационные суда 3,861 млрд
- металлы (13,002 млрд);
- сельскохозяйственная продукция (10,127 млрд);
- одежда и обувь (9,513 млрд);
- ювелирные изделия (8,877 млрд);
- прецизионные инструменты (7,409 млрд);
- энергоносители (6,702 млрд), в том числе:
  - нефть и нефтепродукты 4,36 млрд
  - электроэнергия 1,459 млрд;
- пластмассы (4,075 млрд);
- часы (3,86 млрд);
- бумага и печатная продукция (3,78 млрд)[24].

| Партнёр              | Экспорт | Импорт  | Баланс  |
| -------------------- | ------- | ------- | ------- |
| Всего                | 210 715 | 173 202 | +37 513 |
| Европа               | 118 486 | 126 898 | −8412   |
| Еврозона             | 93 706  | 109 930 | −16 224 |
| Германия             | 39 692  | 48 552  | −8860   |
| Франция              | 14 008  | 13 428  | +580    |
| Италия               | 12 694  | 16 700  | −4006   |
| Австрия              | 5939    | 7599    | −1660   |
| Бельгия              | 5833    | 2975    | +2858   |
| Испания              | 5547    | 4795    | +751    |
| Нидерланды           | 4949    | 4913    | +36     |
| Ирландия             | 1011    | 7639    | −6628   |
| Португалия           | 804     | 842     | −38     |
| Финляндия            | 778     | 542     | +236    |
| Греция               | 770     | 149     | +621    |
| Словакия             | 564     | 906     | −343    |
| Не еврозона          | 19 621  | 14 451  | +5170   |
| Великобритания       | 11 432  | 6393    | +5039   |
| Польша               | 2166    | 1825    | +342    |
| Чехия                | 1450    | 2256    | −807    |
| Швеция               | 1425    | 1121    | +304    |
| Венгрия              | 928     | 1081    | −152    |
| Дания                | 915     | 745     | +171    |
| Румыния              | 697     | 592     | +105    |
| Россия               | 2018    | 370     | +1648   |
| Турция               | 1670    | 1318    | +352    |
| Норвегия             | 694     | 304     | +390    |
| Азия                 | 45 389  | 27 454  | +17 935 |
| Ближний Восток       | 9801    | 1767    | +8034   |
| ОАЭ                  | 3010    | 791     | +2220   |
| Саудовская Аравия    | 2263    | 165     | +2098   |
| Израиль              | 915     | 220     | +695    |
| Катар                | 818     | 287     | +532    |
| Китай                | 9844    | 12 277  | −2433   |
| Япония               | 7299    | 3000    | +4299   |
| Гонконг              | 4848    | 1126    | +3722   |
| Сингапур             | 3392    | 1677    | +1715   |
| Республика Корея     | 2786    | 807     | +1979   |
| Китайская Республика | 1657    | 1046    | +611    |
| Индия                | 1613    | 1281    | +333    |
| Таиланд              | 1016    | 898     | +118    |
| Малайзия             | 746     | 483     | +263    |
| Вьетнам              | 538     | 1467    | −929    |
| Северная Америка     | 34 827  | 14 933  | +19 895 |
| США                  | 31 454  | 14 244  | +17 210 |
| Канада               | 3374    | 689     | +2685   |
| Латинская Америка    | 5944    | 2077    | +3867   |
| Бразилия             | 1910    | 609     | +1301   |
| Мексика              | 1344    | 729     | +615    |
| Аргентина            | 664     | 65      | +599    |
| Колумбия             | 466     | 161     | +304    |
| Африка               | 3344    | 1416    | +1928   |
| Египет               | 865     | 63      | +802    |
| ЮАР                  | 699     | 306     | +393    |
| Марокко              | 295     | 162     | +133    |
| Нигерия              | 142     | 324     | −182    |
| Океания              | 2457    | 302     | +2154   |
| Австралия            | 2230    | 193     | +2037   |

В Швейцарии находятся четыре крупнейших в мире предприятия по аффинажу (очистке) золота, перерабатывающие две трети от его мировой добычи. Соответственно, эта страна является крупнейшим в мире импортёром и экспортёром драгоценного металла. В 2014 году его импорт составил 23 %, а экспорт — 21 % от мирового оборота в $321 млрд. Этими предприятиями являются:
- Valcambi SA (Балерна, кантон Тичино) — основано в 1961 году, было частью американской горнодобывающей группы Newmont Mining, в июле 2015 года было куплено индийской ювелирной компанией Rajesh Exports (крупнейшей в мире компанией по производству ювелирных изделий), аффинажные мощности составляют около 1400 тонн в год, 165 сотрудников.
- Pamp SA (Кастель-Сан-Пьетро, кантон Тичино) — аффинажные мощности составляют около 450 тонн в год, 160 сотрудников.
- Argor—Heraeus SA (Мендризио) — основано в 1951 году, аффинажные мощности составляют 400 тонн в год, 230 сотрудников в Швейцарии, Германии, Италии и Южной Америке.
- Metalor Technologies SA (Невшатель) существовало с 1852 под названием Martin de Pury & Cie, в июле 2016 года было куплено японской компанией Tanaka Kikinzoku[англ.], 1650 сотрудников по всему миру, аффинажные мощности составляют 650 тонн в год[25][26].

### Экспорт вооружения
Швейцария имеет мощную военную промышленность (производство стрелкового оружия и систем ПВО), продукция которой поставлялась в 70 стран мира (в 2007 году доходы от экспорта оружия превысили 400 млн долларов).

## Туризм
Швейцария обладает высокоразвитой инфраструктурой туризма, особенно в горных районах и городах. Туризм приносит стране около 1,5 млрд швейцарских франков ежегодно.

## Экономические индикаторы
Индекс опережающих индикаторов (KoF) — используется для оценки будущего состояния экономики страны. Публикуется Швейцарским институтом исследования делового цикла.
Индекс потребительских цен — основной измеритель инфляции, ежемесячно рассчитывается на основании розничных цен в Швейцарии.
Валовой внутренний продукт — оценка совокупного производства и потребления товаров и услуг в стране.
Платёжный баланс — расчёты с остальным миром.
Индекс промышленного производства — отражает изменение физического объёма выпуска продукции, рассчитывается поквартально.
Розничные продажи — отчёт публикуется ежемесячно, через 40 дней после отчётного месяца. Служит индикатором расходов потребителей.

## Профсоюзы
В Швейцарии существуют давние традиции мирного урегулирования трудовых конфликтов между рабочим и работодателем. В основе трудовых отношений лежит принцип «трудового мира». На практике это означает, что все конфликты решаются за столом переговоров.
Забастовки в Швейцарии — это редкость. Исключением можно считать забастовку рабочих на металлообрабатывающем предприятии в городе Реконвилье.
Истоки мирного сосуществования рабочих и работодателей восходят к 1937 году, когда между профсоюзными объединениями рабочих и объединением предпринимателей металлообрабатывающей промышленности был заключён договор, в соответствии с которым швейцарские рабочие отказывались от забастовочной борьбы, а трудовые конфликты должны были впредь решать только посредством переговоров.
Членом профсоюза может стать любой рабочий. Финансируются профсоюзы за счёт отчислений членских взносов. На 2006 год членами профсоюзов являлись 25 % трудового населения.
Самым большим объединением трудящихся является объединение швейцарских профсоюзов («Der Schweizerische Gewerkschaftsbund»), в состав которого входят 16 отраслевых профсоюзов. Вторым по величине является Общешвейцарская Организация Трудящихся «Travail.Suisse», включающая в себя 13 отраслевых профсоюзов.

## Доходы населения
В Швейцарии нет минимального размера оплаты труда. Но МРОТ был введён с 2017 года в кантонах Невшатель и Юра (второй по высоте в мире, CHF 20 (€18,53) в час или около CHF 3600 (€3335,21) в месяц), с 1 ноября 2020 года в кантоне Женева (самый высокий в мире, CHF 23 (€21,30) в час или CHF 4086 (€3785,47) в месяц) и с 1 января 2021 года в кантоне Тичино (третий по высоте в мире, CHF 19,75 (€18,29) в час или около CHF 3500 (€3241,40) в месяц). По состоянию на 2015 год средний размер оплаты труда в Швейцарии составляет CHF 6257 (€5485,96, брутто) и CHF 5136 (€4502,29, нетто) в месяц.

## Статистика
В следующей таблице показаны основные экономические показатели. Инфляция менее 2 % обозначена зелёной стрелкой
| Год  | ВВП (ППС) (в млрд Долл. США) | ВВП на душу населения (ППС) (в долл. США) | Рост ВВП (реальный) | Уровень инфляции (в процентах) | Безработица (в процентах) | Государственный долг (в процентах от ВВП) |
| ---- | ---------------------------- | ----------------------------------------- | ------------------- | ------------------------------ | ------------------------- | ----------------------------------------- |
| 1980 | 114,1                        | 18 092                                    | ▲5,1 %              | ▲4,0 %                         | 0,2 %                     | н/д                                       |
| 1981 | ▲126,9                       | ▲20 028                                   | ▲1,6 %              | ▲6,5 %                         | ▬0,2 %                    | н/д                                       |
| 1982 | ▲132,9                       | ▲20 856                                   | ▼−1,3 %             | ▲5,7 %                         | ▲0,4 %                    | н/д                                       |
| 1983 | ▲139,0                       | ▲21 677                                   | ▲0,6 %              | ▲3,0 %                         | ▲0,9 %                    | н/д                                       |
| 1984 | ▲148,4                       | ▲23 084                                   | ▲3,1 %              | ▲2,9 %                         | ▲1,1 %                    | н/д                                       |
| 1985 | ▲158,8                       | ▲24 591                                   | ▲3,7 %              | ▲3,4 %                         | ▼1,0 %                    | н/д                                       |
| 1986 | ▲164,9                       | ▲25 433                                   | ▲1,9 %              | ▲0,7 %                         | ▼0,8 %                    | н/д                                       |
| 1987 | ▲171,6                       | ▲26 309                                   | ▲1,6 %              | ▲1,4 %                         | ▬0,8 %                    | н/д                                       |
| 1988 | ▲183,5                       | ▲27 943                                   | ▲3,3 %              | ▲1,9 %                         | ▼0,7 %                    | н/д                                       |
| 1989 | ▲199,1                       | ▲30 083                                   | ▲4,4 %              | ▲3,2 %                         | ▼0,6 %                    | н/д                                       |
| 1990 | ▲214,3                       | ▲32 105                                   | ▲3,6 %              | ▲5,4 %                         | ▼0,5 %                    | 34,4 %                                    |
| 1991 | ▲219,5                       | ▲32 479                                   | ▼−0,8 %             | ▲5,9 %                         | ▲1,0 %                    | ▲36,1 %                                   |
| 1992 | ▲224,1                       | ▲32 754                                   | ▼−0,2 %             | ▲4,0 %                         | ▲2,5 %                    | ▲40,9 %                                   |
| 1993 | ▲229,1                       | ▲33 167                                   | ▼−0,1 %             | ▲3,2 %                         | ▲4,5 %                    | ▲46,7 %                                   |
| 1994 | ▲237,1                       | ▲34 015                                   | ▲2,4 %              | ▲2,7 %                         | ▲4,7 %                    | ▲50,1 %                                   |
| 1995 | ▲243,4                       | ▲34 675                                   | ▲0,5 %              | ▲1,8 %                         | ▼4,2 %                    | ▲52,9 %                                   |
| 1996 | ▲249,0                       | ▲35 259                                   | ▲0,6 %              | ▲0,8 %                         | ▲4,7 %                    | ▲54,4 %                                   |
| 1997 | ▲258,9                       | ▲36 567                                   | ▲2,3 %              | ▲0,5 %                         | ▲5,2 %                    | ▲57,2 %                                   |
| 1998 | ▲269,5                       | ▲37 982                                   | ▲2,9 %              | ▲0,0 %                         | ▼3,9 %                    | ▲59,6 %                                   |
| 1999 | ▲277,8                       | ▲38 999                                   | ▲1,7 %              | ▲0,8 %                         | ▼2,7 %                    | ▼55,9 %                                   |
| 2000 | ▲295,7                       | ▲41 280                                   | ▲4,0 %              | ▲1,6 %                         | ▼1,8 %                    | ▼54,7 %                                   |
| 2001 | ▲307,3                       | ▲42 698                                   | ▲1,3 %              | ▲1,0 %                         | ▼1,7 %                    | ▼52,9 %                                   |
| 2002 | ▲311,9                       | ▲42 990                                   | ▲0,2 %              | ▲0,6 %                         | ▲2,5 %                    | ▲59,1 %                                   |
| 2003 | ▲317,8                       | ▲43 454                                   | ▲0,1 %              | ▲0,6 %                         | ▲3,7 %                    | ▼58,2 %                                   |
| 2004 | ▲334,7                       | ▲45 448                                   | ▲2,6 %              | ▲0,8 %                         | ▲3,9 %                    | ▲59,6 %                                   |
| 2005 | ▲354,9                       | ▲47 868                                   | ▲3,2 %              | ▲1,2 %                         | ▼3,8 %                    | ▼56,8 %                                   |
| 2006 | ▲381,1                       | ▲51 093                                   | ▲4,1 %              | ▲1,1 %                         | ▼3,3 %                    | ▼50,5 %                                   |
| 2007 | ▲406,8                       | ▲54 171                                   | ▲4,1 %              | ▲0,7 %                         | ▼2,8 %                    | ▼46,5 %                                   |
| 2008 | ▲425,7                       | ▲56 069                                   | ▲2,1 %              | ▲2,4 %                         | ▼2,6 %                    | ▼46,8 %                                   |
| 2009 | ▼418,6                       | ▼54 346                                   | ▼−2,2 %             | ▼−0,5 %                        | ▲3,7 %                    | ▼45,2 %                                   |
| 2010 | ▲437,2                       | ▲56 157                                   | ▲2,9 %              | ▲0,7 %                         | ▼3,5 %                    | ▼44,0 %                                   |
| 2011 | ▲454,8                       | ▲57 785                                   | ▲1,8 %              | ▲0,2 %                         | ▲2,8 %                    | ▲44,1 %                                   |
| 2012 | ▲475,3                       | ▲59 748                                   | ▲1,0 %              | ▼−0,7 %                        | ▲2,9 %                    | ▲44,7 %                                   |
| 2013 | ▲498,9                       | ▲62 058                                   | ▲1,8 %              | ▼−0,2 %                        | ▲3,2 %                    | ▼43,8 %                                   |
| 2014 | ▲519,4                       | ▲63 806                                   | ▲2,5 %              | ▲0,0 %                         | ▼3,0 %                    | ▼43,7 %                                   |
| 2015 | ▲540,5                       | ▲65 612                                   | ▲1,2 %              | ▼−1,1 %                        | ▲3,2 %                    | ▼43,6 %                                   |
| 2016 | ▲563,6                       | ▲67 686                                   | ▲1,4 %              | ▼−0,4 %                        | ▬3,2 %                    | ▼43,3 %                                   |
| 2017 | ▲580,3                       | ▲68 913                                   | ▲1,1 %              | ▲0,5 %                         | ▬3,2 %                    | ▼42,8 %                                   |
| 2018 | ▲611,1                       | ▲72 033                                   | ▲2,9 %              | ▲0,9 %                         | ▼2,5 %                    | ▼39,8 %                                   |
| 2019 | ▲629,4                       | ▲73 660                                   | ▲1,2 %              | ▲0,4 %                         | ▼2,3 %                    | ▼39,6 %                                   |
| 2020 | ▼623,1                       | ▼72 400                                   | ▼-2,3 %             | ▲-0,7 %                        | ▼3,2 %                    | ▲43,3 %                                   |
| 2021 | ▲686,2                       | ▲79 150                                   | ▲5,4 %              | ▲0,6 %                         | ▼3,0 %                    | ▼41,1 %                                   |
| 2022 | ▲753,9                       | ▲86 260                                   | ▼2,7 %              | ▲2,8 %                         | ▼2,2 %                    | ▼40,9 %                                   |
| 2023 | ▲788,3                       | ▲89 540                                   | ▼0,9 %              | ▼2,2 %                         | ▼2,1 %                    | ▼39,5 %                                   |